# Hebron (Maine)
Hebron és una població dels Estats Units a l'estat de Maine (EUA). Segons el cens del 2000 tenia 1.053 habitants.

## Demografia
Segons el cens del 2000, Hebron tenia 1.053 habitants, 389 habitatges, i 296 famílies. La densitat de població era de 18,1 habitants/km².
Dels 389 habitatges en un 41,4% hi vivien nens de menys de 18 anys, en un 63% hi vivien parelles casades, en un 6,7% dones solteres, i en un 23,7% no eren unitats familiars. En el 18,8% dels habitatges hi vivien persones soles el 5,7% de les quals corresponia a persones de 65 anys o més que vivien soles. El nombre mitjà de persones vivint en cada habitatge era de 2,71 i el nombre mitjà de persones que vivien en cada família era de 3,07.
Per edats la població es repartia de la següent manera: un 27,4% tenia menys de 18 anys, un 7,5% entre 18 i 24, un 31,7% entre 25 i 44, un 26,5% de 45 a 60 i un 6,9% 65 anys o més.
L'edat mediana era de 37 anys. Per cada 100 dones de 18 o més anys hi havia 101,3 homes.
La renda mediana per habitatge era de 45.417 $ i la renda mediana per família de 47.292 $. Els homes tenien una renda mediana de 30.529 $ mentre que les dones 22.900 $. La renda per capita de la població era de 19.086 $. Entorn del 3% de les famílies i el 4,6% de la població estaven per davall del llindar de pobresa.